# 戸田茂貞
戸田 茂貞（とだ しげさだ）は、江戸時代中期の徳山藩士。格式は中小姓、禄高は25石。徳山藩再興運動において活躍した。

## 生涯
寛文9年（1669年）、浅井茂興の次男として生まれる。徳山藩士・戸田道安の婿養子となって戸田家の家督を相続し、毛利元賢、元次、元堯、広豊の4代に仕えた。
正徳5年（1715年）の万役山事件によって徳山藩が改易される。享保2年（1717年）2月、茂貞は出羽新庄藩お預かりとなった元次に随行したいと萩藩へ願い出るも許されず、しばらくの謹慎のうえ、5月9日に追放処分となった。そこで同年7月、茂貞・安貞父子や岡部忠政、石川藤九郎ら旧徳山藩士や興元寺の伴僧恵周坊が相次いで徳山を脱し、下総小見川藩主・内田正偏の家臣となっていた吉弘直信を頼って江戸に上った。これは内田正偏の正室・百子が元次の次女であり、吉弘直信が戸田茂貞の兄であった縁を頼ったものである。江戸へ到着した石川藤九郎らが吉弘直信を訪ねて指示を請うたところ、百子へ宛てた奈古屋里人の書状から里人に徳山藩再興の志がある事に感づいていた直信は、今後は里人を盟主として事を進めるよう勧めて里人への紹介状を茂貞に与え、百子も石川藤九郎らに旅費を支給して再興運動を支援した。
同年11月18日、茂貞は京都の里人を訪ねて今後の対応を協議したが、この時茂貞が目をつけたのは、徳山の町人であった山田九兵衛であった。山田九兵衛はかつて須万村の紙見取役を務めており、徳山藩改易後は吉川氏の大坂蔵元である塩屋新兵衛の手代となって大坂に紙問屋を開いていた。この塩屋新兵衛は紀州藩出身の商人で、兄の雑賀屋三郎四郎は紀州藩の御用達を務めていた。この前年に紀州藩主徳川吉宗が8代将軍となっていたが、雑賀屋三郎四郎は吉宗の母・浄円院とその兄の新山治部斎が和歌山に住んでいた頃から出入りし、更には吉宗の側近として江戸で活躍していた有馬氏倫や加納久通らの屋敷へも頻繁な出入りを許されていた。そこで茂貞は、山田九兵衛、塩屋新兵衛、雑賀屋三郎四郎という経路を利用して幕府へ直接働きかけることが最上と判断。以後、大坂方面の活動を茂貞が受け持つこととなる。
以後、徳山での募金や一揆計画に呼応して江戸や京都、大坂での運動も進められ、里人の計画に基づいて岡部忠政、戸田茂貞・安貞父子、山田九兵衛らが手足となって奔走したが、享保3年（1718年）の年末になっても、江戸や京都、大阪において徳山藩への同情の声は里人らの予想よりも上がらなかった。
しかしその後、享保4年（1719年）1月に里人が提出した「周防徳山領百姓中」と署名した三通の嘆願書が幕閣の同情を勝ち取った。また、萩藩としても元次の隠居は求めていたが、徳山藩改易は寝耳に水な話であったため、改易は処置が重過ぎるという意見が出て、徳山藩再興が決定。吉元から内願した形式をとった後、同年5月28日に元次を赦免し、元次の隠退と元堯への知行分与・家督相続を許可した。これにより徳山藩は再興された。
同年8月22日、元堯は粟屋次房に命じて書状を奈古屋里人、戸田茂貞・安貞父子、吉弘直信、岡部忠政の5人に送り、その忠節を称賛させた。元次も11月13日に同じく5人へ感状を与えた。さらに元堯は翌享保5年（1720年）1月15日に5人へ書状を送った。
延享3年（1746年）1月5日に死去。享年78。